# 格林維爾 (特拉華州)
格林維爾（英語：Greenville）是位於美國特拉華州紐卡斯爾縣的一個人口普查指定地區。

## 地理
格林維爾的座標為39°46′44″N 75°35′54″W / 39.77889°N 75.59833°W，而該地最高點為海拔高度78米（即256英尺）。

## 人口
根據2010年美國人口普查的數據，格林維爾的面積為7.10平方千米，當中陸地面積為7.04平方千米，而水域面積為0.00平方千米。當地共有人口2326人，而人口密度為每平方千米327人。